# صبح در جنگل کاج
صبح در جنگل کاج (به انگلیسی: Morning in a Pine Forest) (روسی: Утро в сосновом лесу) نقاشی هنرمندان روسی ایوان شیشکین و کنستانتین ساویتسکی است. خرس‌ها توسط ساویتسکی نقاشی شده‌اند، اما پاول ترتیاکوف، مجموعه دار هنر، امضای او را حذف کرد و اظهار داشت که «از ایده تا اجرا، همه چیز شیوه نقاشی و روش خلاقانه خاص شیشکین را نشان می‌دهد»، بنابراین این نقاشی فقط به شیشکین نسبت داده می‌شود.
صبح در جنگل کاج بسیار محبوب شد و تولید آن روی آیتم‌های مختلف از جمله شکلات‌های «خرس کلومسی» توسط کراسنی اکتیابر (نام تجاری یک شیرینی سازی) انجام شد. بر اساس یک نظرسنجی، این نقاشی دومین اثر محبوب در روسیه پس از بوگاتیرز اثر ویکتور واسنتسوف است. نقاشی‌های مشابه شیشکین جنگل در بهار (۱۸۸۴) و جنگل سسترورتسک (۱۸۹۶) است.
اعتقاد بر این است که شیشکین درختان کاج را در نزدیکی جزیره گورودوملیا نقاشی کرده‌است.